# 惠特妮·赫奇佩思
惠特妮·赫奇佩思（英語：Whitney Hedgepeth，1971年3月19日—），美国女子游泳运动员。她曾代表美国参加1988年和1996年夏季奥林匹克运动会游泳比赛，获得一枚金牌和二枚银牌。